# Danu (zona autoadministrada)
Danu é uma zona autoadministrada da Birmânia (ou Mianmar) com capital em Pindaia. Foi criado no interior do estado de Xã e é a única das seis existentes no país a ser criada sem conflito armado com o governo. Compreende os municípios de Pindaia e Iuangam.